# Епархия Трентона

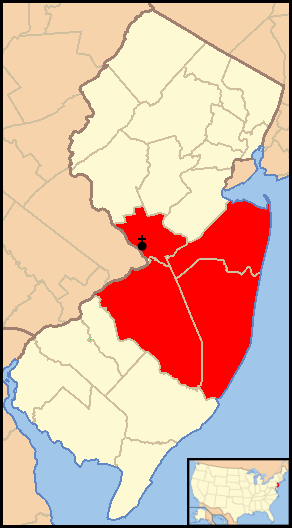
Расположение епархии Трентона

Епархия Трентона (лат. Dioecesis Trentonensis) — епархия Римско-Католической церкви в городе Трентон, штат Нью-Джерси, США. Епархия Трентона входит в митрополию Ньюарка. Кафедральным собором епархии Трентона является Собор Пресвятой Девы Марии.

## История
2 августа 1881 Святой Престол учредил епархию Трентона, выделив её из архиепархии Ньюарка.
9 декабря 1937 и 19 ноября 1981 епархия Трентона передала части своих территорий новым епархиям Камдена и Метачена.
В 1956 Собор Пресвятой Девы Марии значительно пострадал от пожара, который устроил душевнобольной; во время пожара погибли три человека.
Сокафедральным собором является Собор Святого Роберта Беллармина в Фриголде.

## Ординарии епархии
- епископ Майкл Джозеф О’Фаррелл[англ.] (11.08.1881 — 02.04.1894)
- епископ Джеймс Августин Макфол[англ.] (20.07.1894 — 16.06.1917)
- епископ Томас Джозеф Уолш[англ.] (10.05.1918 — 02.03.1928) — назначен епископом Ньюарка
- епископ Джон Джозеф Макмагон[англ.] (02.03.1928 — 31.12.1932)
- епископ Мозес Элиас Кили[англ.] (10.02.1934 — 01.01.1940) — назначен архиепископом Милуоки
- епископ Уильям Алоизиус Гриффин[англ.] (21.05.1940 — 01.01.1950)
- епископ Джордж Уильям Ар[англ.] (28.01.1950 — 23.06.1979)
- епископ Джон Чарльз Рейсс[англ.] (11.03.1980 — 20.06.1997)
- епископ Джон Мортимер Фуретт Смит[англ.] (30.06.1997 — 01.12.2010)
- епископ Дэвид Майкл О’Коннелл[англ.] (с 01.12.2010)

## Источник
- Annuario Pontificio, Libreria Editrice Vaticana, Città del Vaticano, 2003, ISBN 88-209-7422-3